# Хорсхедс Норт (Њујорк)
Хорсхедс Норт (енгл. Horseheads North) насељено је место без административног статуса у америчкој савезној држави Њујорк.

## Демографија
По попису из 2010. године број становника је 2.843, што је 9 (-0,3%) становника мање него 2000. године.
| Група             | 2000.         | 2010.         |
| Белци             | 2.756 (96,6%) | 2.665 (93,7%) |
| Афроамериканци    | 24 (0,8%)     | 48 (1,7%)     |
| Азијати           | 35 (1,2%)     | 47 (1,7%)     |
| Хиспаноамериканци | 13 (0,5%)     | 44 (1,5%)     |
| Укупно            | 2.852         | 2.843         |